# Leucanopsis affinella
Leucanopsis affinella là một loài bướm đêm thuộc họ Erebidae. Loài này được Embrik Strand mô tả năm 1919. Loài này có ở Perú.